# ホームラン・ブギ
「ホームラン・ブギ」は、1949年7月に日本コロムビアよりシングルが発売された笠置シズ子の歌謡曲。作詞・サトウハチロー、作曲・服部良一。
1953年1月2日に放送された『第3回NHK紅白歌合戦』では、この曲が紅組のトリを飾っている。

## 概要
本曲は当初、藤山一郎「日本野球の歌」のB面曲として発売されたが、現在では「日本野球の歌」よりも本曲の方が広く知られる曲となっている。
1番から9番までが数え歌になっているが、SPレコードでは収録時間の制約により3・4番が省略されたバージョンになっており、以後もこのバージョンで歌われることが多い。
3番で米大リーグの代表的ホームランバッターとして名を挙げられている「カイナー」「マイス」はラルフ・カイナーとジョニー・マイズ。対する日本の代表的ホームランバッターには川上哲治と青田昇が挙げられている。
6番で甲子園が、9番で1947年より甲子園の外野に設置されたラッキーゾーンが歌われている。
8番の「八つチーム」は「トラ」（大阪タイガース、現阪神タイガース）・「巨人」（読売ジャイアンツ）・「ロビンス」（大陽ロビンス。松竹を経て1953年に大洋ホエールズと合併、現横浜DeNAベイスターズ）・「阪急」（阪急ブレーブス、現オリックス・バファローズ）・「鷹」（南海ホークス、現福岡ソフトバンクホークス）・「東急」（東急フライヤーズ、現北海道日本ハムファイターズ）・「中日」（中日ドラゴンズ）・「スターズ」（大映スターズ。高橋ユニオンズとの合併を経て1958年に毎日オリオンズと合併、現千葉ロッテマリーンズ）の日本野球連盟所属8球団。
本曲は、日本のプロ野球が、まだ「職業野球」と呼ばれていた時代に発表されており、当時の1リーグ時代を反映した歌詞となっている。なお、本曲が発売された1949年の暮れに2リーグ分裂騒動が発生している。

## カバー
- 吉田拓郎
「ホームラン・ブギ2003」のタイトルでシングル「純/流星2003/ホームラン・ブギ2003」に収録。2003年・2004年のフジテレビ「熱チュー!プロ野球」テーマソング。タイトルは「2003」になっているが歌詞は変更されず「八つチーム」も1991年に撤去された甲子園の「ラッキーゾーン」も原曲のままである。
- Umekichi
2004年のアルバム『蔵出し名曲集〜リローデッド〜』に収録。
- ナイツ（お笑いコンビ）

　　　寄席に出演する際の出囃子として三味線で演奏したものを使っている。